# Praelinotarsia limbatipennis
Praelinotarsia limbatipennis är en skalbaggsart som beskrevs av Duvivier 1891. Praelinotarsia limbatipennis ingår i släktet Praelinotarsia och familjen Cetoniidae. Inga underarter finns listade i Catalogue of Life.